# De usynlige kræfter
De usynlige kræfter er en dansk dokumentarfilm fra 2002, der er instrueret af Jacob Jørgensen og Henrik Lundø.

## Handling
Ingeniøren og videnskabsmanden Erik Reitzel fortæller om sin fascination af kræfternes natur. Om sammenhængen mellem destruktion og konstruktion. Om hvordan man gennem iagttagelse af de mønstre, der dannes, når et materiale bryder sammen, kan opnå viden om, hvordan man skal bygge stærke konstruktioner, som bedst modstår kræfterne. Erik Reitzel fortæller blandt andet om former og strukturer i naturen, som har inspireret ham i arbejdet med Spreckelsens Triumfbue.